# Iliass Bel Hassani
Iliass Bel Hassani (* 16. September 1992 in Rotterdam, Südholland) ist ein marokkanisch-niederländischer Fußballspieler. Der Mittelfeldakteur steht bis 2016 bei Heracles Almelo in der Eredivisie unter Vertrag. Zuvor hatte er für Sparta Rotterdam in der Eerste Divisie gespielt. Beim Turnier von Toulon trat er 2012 für die marokkanische U-20-Nationalmannschaft an.